# Кобзарі (селище)
Кобзарі́ — селище Іловайської міської громади Донецького району Донецької області, Україна.

## Географія
Селищем тече Балка Зайцева.

## Загальні відомості
Відстань до Амвросіївки становить близько 34 км і проходить автошляхом Т 0507.
Територія селища межує із землями селища Грузько-Ломівка.
Унаслідок російської військової агресії із серпня 2014 р. Кобзарі перебувають на тимчасово окупованій території.

## Населення

### Мова
Розподіл населення за рідною мовою за даними перепису 2001 року:
| Мова       | Кількість | Відсоток |
| ---------- | --------- | -------- |
| українська | 46        | 75.41%   |
| російська  | 15        | 24.59%   |
| Усього     | 61        | 100%     |

За даними перепису 2001 року населення селища становило 61 особу, з них 75,41 % зазначили рідною мову українську та 24,59 % — російську.